# Harald Öhquist
Harald Öhquist, född 1 mars 1891 i Helsingfors, död där 10 februari 1971, var en finlandssvensk militär. 

## Biografi
Öhquist avlade studentexamen vid Nya svenska samskolan. Han blev major 1918, överstelöjtnant 1921, överste 1925, generalmajor 1930, generallöjtnant 1936. Sin militära utbildning gick han igenom vid 27 Jägarbataljonen (Königlich Preussisches Jägerbataillon Nr. 27) i Tyskland 1915–1918 och Krigshögskolan KHS (nu Försvarshögskolan FHS) i Sverige 1924–1925.
Öhquist var bataljonskommendör i inbördeskriget. Kommendör för armékåren 1933–1939 och II. armékårens kommendör på Västra delen av Karelska näset 1939–1940, överbefälhavarens representant vid Wehrmachts stab 1941–1942 och sedan åter kommendör på Karelska näset 1942–1944. Kallad till hedersdoktor vid Helsingfors universitet 1950. Pensionerad ur aktiv tjänst 1951.